# Světnov
Světnov (deutsch Zwitnuf, auch Swietnow) ist eine Gemeinde in Tschechien. Sie liegt sieben Kilometer nördlich von Žďár nad Sázavou und gehört zum Okres Žďár nad Sázavou.

## Geographie
Světnov befindet sich im Südwesten der Saarer Berge im Tal des Stržský potok unterhalb der Einmündung des Baches Sklenský potok. Der zu Böhmen gehörige Ort wird im Norden, Osten und Süden in zwei Kilometer Entfernung von der historischen Landesgrenze zu Mähren umschlossen. Südlich des Dorfes liegt der Teich Strž und im Norden der kleinere Teich Pstružák. Im Norden erhebt sich die Tisůvka (792 m n.m.), östlich die Hudecká skalka (779 m n.m.), Brožova skalka (786 m n.m.), Čapův vrch (733 m n.m.) und Český kopeček (Richterberg, 763 m). Westlich führt die Staatsstraße I/37 von Žďár nad Sázavou nach Ždírec nad Doubravou vorbei.
Nachbarorte sind Cikháj im Norden, Fryšava pod Žákovou horou und Tři Studně im Osten, Sklené und Čvrtě im Südosten, Počítky, Vysoké, Pod Strží und Zámek Žďár im Süden, Stržanov und Polnička im Südwesten, Račín und Nový Mlýn im Westen sowie Velké Dářko und Škrdlovice im Nordwesten.

## Geschichte
Die erste schriftliche Erwähnung eines nahe dem Libitzer Steig gelegenen Swietiner Hofes (Světinův dvůr) erfolgte im Jahre 1366. Im Laufe der Jahre entwickelte sich um den Hof die Ansiedlung Světinov, die 1462 erstmals im Urbar des Zisterzienserklosters Saar zu finden ist. Světinov bestand zu dieser Zeit aus 20 kleineren Anwesen und hatte etwa 140 Einwohner, darunter einen Richter und einen Müller. 1466 bestätigte Georg von Podiebrad dem Kloster die Besitzrechte über Světinov und weitere Dörfer. Im dritten Saarer Urbar von 1483 sind für das Dorf 161 Bewohner verzeichnet. In den Jahren 1710 bis 1715 war gegen den Richter von Světnov eine Beschwerde anhängig, in der ihm Ungehorsam wider Fron vorgeworfen und seine Auswechslung gefordert wurde. 1782 widersetzten sich erneut Bewohner von Světnov unter Führung von Josef Beran gegen die Untertänigkeitspflichten gegenüber dem Kloster und führten eine Beschwerde am Wiener Hof. Diese erledigte sich 1784 mit der Aufhebung des Klosters. Danach gehörte das Dorf zur Herrschaft Vojnův Městec. Bis 1808 besuchten die Kinder des Dorfes den Schulunterricht in Schloss Saar. Nachdem zwei Jahre lang in Privathäusern unterrichtet worden war, erfolgte 1810 die Einweihung eines Schulhauses in Světnov. Bis 1821 war Škrdlovice und bis 1863 Cikháj nach Světnov eingeschult.
Im Jahre 1840 bestand Swietinow aus 95 Häusern, in denen 741 tschechischsprachige Personen lebten. Im Ort hab es eine Erbrichterei mit umfangreichem Besitzstand, eine Schule und eine Mühle mit Brettsäge. Abseits lag die Sinku-Mühle, zu der ebenfalls eine Brettsäge gehörte. Pfarrort war Saar. Bis zur Mitte des 19. Jahrhunderts blieb Swietinow dem Allodialgut Wognomiestetz untertänig.
Nach der Ablösung der Patrimonialherrschaften bildete Světňov ab 1850 eine Gemeinde im Gerichtsbezirk Přibyslau und der Bezirkshauptmannschaft Deutschbrod. Ab 1868 gehörte das Dorf zum Bezirk Polna. 1875 begann der zweiklassige Unterricht in Světňov. 1884 erfolgte die Zuordnung der Gemeinde zum Bezirk Chotěboř. Im Jahre 1927 begannen die jährlichen Wallfahrten des hl. Wenzel, und die örtliche Orel-Gruppe stiftete eine Statuette des Heiligen für die Kapelle. Während der deutschen Besatzung war Zwitnuf zwischen 1940 und 1945 Teil des politischen Bezirkes Neustadtl und kam nach Kriegsende zum Okres Chotěboř zurück. Dieser wurde 1949 aufgelöst, seitdem gehört Světnov zum Okres Žďár nad Sázavou. Zwischen 1952 und 1954 entstand der Stausee Strž. 1977 erfolgte die Eingemeindung nach Žďár nad Sázavou. Seit 1990 besteht die Gemeinde Světnov wieder.

## Gemeindegliederung
Für die Gemeinde Světnov sind keine Ortsteile ausgewiesen.

## Sehenswürdigkeiten
- Kapelle des hl. Wenzel
- Naturschutzgebiet Světnovské údolí im Mäandergebiet des Sklenský potok, nordöstlich des Dorfes
- Stausee Strž an der Sázava, südlich des Ortes. Der an der Stelle eines früheren Ströer-Teiches angelegte See hat eine Wasserfläche von 24,1 ha. An seinem Ufer liegt die Feriensiedlung Pod Strží.

## Söhne und Töchter der Gemeinde
- Prokop Paeonius (1581/82–1613), eigentlich Prokop Holý, Mediziner und Dichter